# Exocentrus rufus
Exocentrus rufus là một loài bọ cánh cứng trong họ Cerambycidae.